# Jorge Pardo (Musiker)

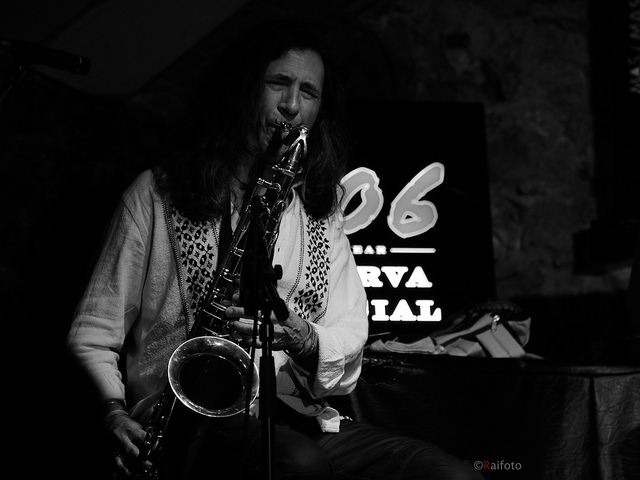
Jorge Pardo (2013)

Jorge Pardo (* 1. Dezember 1956 in Madrid) ist ein spanischer Saxophonist und Flötist des Flamenco Jazz.

## Leben und Wirken
Pardo studierte ab dem vierzehnten Lebensjahr am Königlichen Konservatorium in Madrid und interessierte sich bald für Jazz, den er in einer Studentenband spielte. Nachdem er mit zahlreichen professionellen Musikern aufgetreten war, bildete er die Gruppe Dolores mit Pedro Ruy Blas. Dann trat er mit dem Flamencomusiker Camarón (auch mit Jeff Beck und Stanley Clarke) auf. Seit 1978 spielte er mehrere Jahre lang Nuevo Flamenco im Sextett von Paco de Lucía, mit dem er weltweit tourte; er trat auch mit Guadalquivir auf. Dann gehörte er zur Band von Carles Benavent (neben Tino di Geraldo, Joan Albert Amargós, Gil Goldstein, Rubem Dantas und Othello Molineaux). 1989 trat er mit der Gruppe Flamenco Fusion in der Kölner Philharmonie auf. Auch wirkte er mehrfach an Projekten der WDR Big Band Köln mit, mit der er die Alben Jazzpaña (1992, mit Vince Mendoza; German Jazz Award) und Jazzpaña II (2000, mit Gerardo Núñez und Chano Domínguez) einspielte. Mit seiner eigenen Gruppe war er auf dem Montreux Jazz Festival ebenso zu hören wie in New York City. Einen Namen machte er sich u. a. auch durch Neuarrangements von Jazz-Klassikern wie Charlie Parkers Donna Lee oder Duke Ellingtons Caravan
Mit Carles Benavent und Tino di Geraldo nahm er 1999 das Live-Album Concierto de Sevilla auf, dem später Sin precedentes folgte. Spätestens das Album Vientos Flamencos (2005) machte ihn zu einem der Stars des Flamenco-Jazz. 2004 ging er mit Chick Corea auf Tournee. Für sein Lebenswerk wurde Pardo von der französischen Académie du Jazz 2012 ausgezeichnet mit dem Prix du musicien européen.

## Diskografische Hinweise
- Jorge Pardo (Blau, 1982)
- El canto de los Guerreros (Linterna, 1984)
- Las cigarras son quizá sordas (Milestone, 1991)
- Veloz hacia su sino (Milestone, 1993)
- 10 de Paco (Milestone, 1995, mit Chano Domínguez)
- Mira (Nuevos Medios, 2001)
- Vientos Flamencos (Manantial de Músicas, 2005)
- Vientos Flamencos 2 (Flamenco World Music, 2009)